# Обервайд
Обервайд (нім. Oberweid) — громада в Німеччині, розташована в землі Тюрингія. Входить до складу району Шмалькальден-Майнінген. Складова частина об'єднання громад Гое-Рен.
Площа — 10,19 км2. Населення становить 483 ос. (станом на 31 грудня 2021).